# Servizio per le informazioni e la sicurezza militare
Il Servizio informazioni e sicurezza militare, in acronimo SISMI, è stato un servizio segreto italiano, di natura militare. La sua sede nota principale è stata Forte Braschi, a Roma.
È stato in attività dal 1977 fino alla riforma dell'intelligence italiana del 2007, quando fu soppresso insieme al SISDE con la contemporanea istituzione dell'Agenzia informazioni e sicurezza esterna (AISE) e dell'Agenzia informazioni e sicurezza interna (AISI).

## Storia

L'ingresso di Forte Braschi, sede del SISMI

Il servizio istituito con la prima riforma dei servizi d'intelligence dell'ottobre 1977, fu attivo da gennaio 1978, e raccoglieva l'eredità funzionale e organizzativa dell'unico servizio segreto, il Servizio informazioni difesa, occupandosi principalmente di intelligence militare, mentre il neo costituito SISDE, fu il primo servizio civile. Primo direttore fu il generale Giuseppe Santovito, che nel 1981 risultò iscritto, insieme agli altri vertici dei servizi segreti italiani alla loggia massonica P2. Nel 1985, sotto la direzione dell'ammiraglio Fulvio Martini, ebbe un ruolo nel caso del dirottamento dell'Achille Lauro.
Il 30 dicembre 1985 nacquero i Gruppi operativi speciali (GOS) su disposizione dell'allora ministro della difesa Spadolini, e furono chiamati a farne parte una quota del Col Moschin dell'Esercito e una del COMSUBIN della Marina, che da 1986 furono impiegati per operazioni del Sismi, come "operatori speciali servizio informazioni".
Nel 1993 ebbe il primo caduto, il sottufficiale Vincenzo Li Causi in Somalia.
Dopo l'11 settembre 2001 al servizio d'intelligence militare arrivò il generale della Guardia di Finanza Nicolò Pollari, che inserì numerosi investigatori, dalla stessa Finanza e dai Carabinieri, riducendo il personale proveniente da Esercito e Marina. 
Nel 2002 chiamò un civile, il dirigente della Polizia di Stato Nicola Calipari, come capo dipartimento della 2ª Divisione "Ricerca e Spionaggio all'Estero". Il Sismi operò in Iraq per liberazione delle operatrici umanitarie Simona Pari e Simona Torretta e dei tre addetti alla sicurezza Umberto Cupertino, Maurizio Agliana e Salvatore Stefio. Lo stesso Calipari fu mediatore per la liberazione della giornalista Giuliana Sgrena, a conclusione della quale venne ucciso nel 2005 per errore da soldati statunitensi.
In quegli anni contestualmente il servizio è stato al centro di diverse inchieste giornalistiche per alcune operazioni svolte, con risvolti giudiziari, dall'esito processuale non sempre concluso. Direttamente legata alla guerra in Iraq del 2003 è la vicenda del Nigergate, relativa alla presunta fornitura da parte del SISMI agli Stati Uniti di prove false a proposito dell'acquisto di uranio nigerino da parte di Saddam Hussein, fornendo così ulteriori motivazioni per l'invasione dell'Iraq e lo scoppio della guerra.
In seguito alcune inchieste diedero vita allo scandalo Telecom-Sismi, a proposito di alcune intercettazioni telefoniche illegali effettuate con la collaborazione di personale della Telecom Italia.

Il sequestro di Abu Omar, a opera degli stessi servizi militari, fu compiuto a Milano nel 2003 insieme con alcuni uomini dei servizi statunitensi; per quest'ultima vicenda nel gennaio 2007 a Milano si è svolto il processo all'ex direttore Pollari e ad alcuni dei suoi vecchi collaboratori, tra i quali il suo vice Gustavo Pignero e i funzionari Marco Mancini un agente mai identificato, nome in codice Ombra, e Pio Pompa, oltre al giornalista Renato Farina, accusato di aver organizzato una falsa intervista con i magistrati con il solo scopo di raccogliere informazioni sull'indagine. Alcuni mesi dopo il gruppo è stato rinviato a giudizio per concorso in sequestro di persona: si è trattato del primo caso di processo aperto sulle cosiddette extraordinary rendition. Furono poi assolti anni dopo in Cassazione.
Il Sismi fu soppresso con la riforma dell'intelligence italiana del 2007, e il suo ultimo direttore, l'amm. Bruno Branciforte, fu anche il primo dell'AISE.

## Organizzazione
Dipendeva direttamente dal Ministero della difesa, al quale ministro competeva di stabilirne l'ordinamento, curarne le attività secondo le direttive del presidente del Consiglio e nominare, su parere conforme del Comitato interministeriale per le informazioni e la sicurezza, il direttore e i suoi collaboratori.
- 1ª Divisione difesa (ex Reparto "D" del SID), sicurezza militare e controspionaggio
- 2ª Divisione ricerca (ex Reparto "I" del SID), intelligence all'estero
- 3ª Divisione analisi situazione (ex Reparto "S" del SID), elaborazione e analisi dati raccolti dalla 1ª e 2ª Divisione
- 4ª Divisione telecomunicazioni, con 40 postazioni di ascolto ed intercettazione telefonica a forte Braschi
- 5ª Divisione tecnico-scientifica
- 6ª Divisione
- 7ª Divisione, Gladio (divisione sciolta nel 1991)
- 8ª Divisione sicurezza industriale, contratti e forniture di armi all'estero
- 9ª Divisione
- 10ª Divisione personale
- 11ª Divisione
- 12ª Divisione
- 13ª Divisione informatica
- 14ª Divisione
- 15ª Divisione
- 16ª Divisione
- Direzione sanità, attrezzata con laboratori di analisi, radiologia, cardiologia, ginecologia e psicologia
- Direzione aerea, equipaggiata con Falcon stanziata all'aeroporto di Ciampino

## Funzioni
Per la legge istitutiva doveva assolvere "tutti i compiti informativi e di sicurezza per la difesa sul piano militare dell’indipendenza e dell’integrità dello Stato da ogni pericolo, minaccia o aggressione".
I suoi compiti erano finalizzati a difendere la sicurezza nazionale da qualsiasi minaccia, operando in Italia e all'estero, curando l'attività di controspionaggio.

## Inchieste
Negli anni successivi all'11 settembre 2001 il SISMI è stato al centro di diverse inchieste giornalistiche dai risvolti giudiziari, con contorni tuttora poco definiti.

### Il Nigergate

Logo del SISMI in uso fino al 2004.

Direttamente legata alla guerra all'Iraq del 2003 è la vicenda nota come Nigergate, relativa alla presunta fornitura da parte del SISMI agli Stati Uniti delle false prove dell'acquisto di uranio del Niger da parte di Saddam Hussein (vicenda che favorì la motivazione per l'invasione dell'Iraq).

### Lo scandalo Telecom-Sismi
Si tratta della vicenda delle intercettazioni telefoniche illegali esercitate con la collaborazione di uomini della struttura di Telecom Italia.
Il funzionario Marco Mancini è stato arrestato il 13 dicembre 2006 nell'ambito dell'inchiesta sulle intercettazioni illegali Telecom, insieme con Giuliano Tavaroli, ex capo della sicurezza di Telecom (già in carcere), ed Emanuele Cipriani, investigatore privato fiorentino. L'accusa per tutti è quella di associazione per delinquere finalizzata alla corruzione e alla rivelazione del segreto d'ufficio. Cipriani avrebbe realizzato oltre 30 tra dossier e pratiche illegali con il contributo di "dati segreti" procacciati illecitamente da Mancini, che avrebbe ricevuto da Cipriani e Tavaroli somme di denaro indeterminate.

### Il caso Abu Omar
Il sequestro dell'imam Abu Omar (extraordinary rendition) fu compiuto a Milano nel 2003 da parte di uomini della CIA (tuttora latitanti).
Per questa vicenda, è iniziato nel gennaio 2007 a Milano il processo all'ex direttore del SISMI Nicolò Pollari e ad alcuni dei suoi vecchi collaboratori (tra i quali l'allora numero due generale Gustavo Pignero e i funzionari Marco Mancini e Pio Pompa). Sono inoltre sotto processo numerosi agenti della CIA e anche il giornalista Renato Farina, accusato di aver organizzato una falsa intervista con i magistrati con il solo scopo di raccogliere informazioni sull'indagine.
Il 16 febbraio Nicolò Pollari, Marco Mancini e 26 agenti della CIA (tra cui Robert Seldon Lady, l'ex capocentro della CIA a Milano, e Jeff Castelli, responsabile del servizio segreto americano in Italia, oltre a una decina di funzionari del SISMI) sono stati rinviati a giudizio per concorso in sequestro di persona riguardo al rapimento di Abu Omar. 
Il 24 febbraio 2014 la Corte di Cassazione, recependo la sentenza della Corte costituzionale, annulla senza rinvio la sentenza di condanna della Corte d'appello di Milano emessa il 12 febbraio 2013, quindi assolve definitivamente Nicolò Pollari, Marco Mancini e gli agenti Giuseppe Ciorra, Raffaele di Troia e Luciano di Gregori.

### L'archivio "segreto" di via Nazionale
Nell'ambito delle indagini sul caso Abu Omar, si è scoperto che alcuni elementi del SISMI avrebbero spiato magistrati, pianificato operazioni allo scopo di screditare politici del centrosinistra (che all'epoca era all'opposizione) e pubblici ministeri, e avrebbero inoltre fatto pedinare e intercettare alcuni giornalisti che si occupavano di tali vicende. Nel giugno 2007 Niccolò Pollari e Pio Pompa sono stati indagati dalla procura di Roma per possesso abusivo di informazioni riservate, relativamente alle attività di disinformazione esercitate dallo stesso Pompa in collaborazione con il giornalista Renato Farina del quotidiano Libero, e successivamente prosciolti.

## Cronologia dei direttori
Si sono succeduti al vertice del Sismi i seguenti direttori:
- gen. EI Giuseppe Santovito (13 gennaio 1978 - 3 agosto 1981)
- gen. EI Nino Lugaresi (4 agosto 1981 - 4 maggio 1984)
- amm. MM Fulvio Martini (5 maggio 1984 - 26 febbraio 1991)
- gen. EI Sergio Luccarini - f.f. (27 febbraio 1991 - 19 agosto 1991)
- gen. GdF Luigi Ramponi (19 agosto 1991 - 9 agosto 1992)
- gen. EI Cesare Pucci (10 agosto 1992 - 12 luglio 1994)
- gen. CC Sergio Siracusa (12 luglio 1994 - 3 novembre 1996)
- amm. MM Gianfranco Battelli (4 novembre 1996 - 30 settembre 2001)
- gen. GdF Nicolò Pollari (1º ottobre 2001 - 20 novembre 2006)
- amm. MM Bruno Branciforte (21 novembre 2006 - 28 agosto 2007)